# 12456 Genichiaraki
12456 Genichiaraki è un asteroide della fascia principale. Scoperto nel 1997, presenta un'orbita caratterizzata da un semiasse maggiore pari a 2,4737302 UA e da un'eccentricità di 0,0825576, inclinata di 2,51562° rispetto all'eclittica.